# Dobrovski potok
Dobrovski potok je potok, ki zbira svoje vode na južnih pobočjih gore Bohor in se izliva v potok Blanščica, ta pa se nato v vasi Blanca kot levi pritok se izliva v reko Savo. 